# Shin'en Multimedia
Shin'en é uma empresa desenvolvedora de jogos eletrônicos, fundada em 1999 em Munique, Alemanha.
Atualmente desenvolve jogos para o Nintendo 3DS e Wii U. Shin'en também desenvolveu jogos para Wii, Nintendo DS, Game Boy Advance, Game Boy Color e dispositivos móveis.
Shin'en também criou trilhas sonoras para aproximadamente 200 jogos eletrônicos. Eles desenvolveram o GHX, GAX, DSX, e o NAX (que é baseado no GAX).

## Jogos

### Game Boy Color
- Käpt'n Blaubärs verrückte Schatzsuche (2001)

### Game Boy Advance
- Iridion 3D (2001)
- Maya the Bee (2002)
- Iridion II (2003)
- Maya the Bee: Sweet Gold (2005)

### Nintendo DS
- Nanostray (2005)
- Miss Spider's Sunny Patch Friends: Harvest Time Hop and Fly (2006)
- Strawberry Shortcake: The Four Seasons Cake (2007)
- Pet Alien: An Intergalactic Puzzlepalooza (2007)
- Garfield's Nightmare (2007)
- Zenses Rainforest Edition (2008)
- Zenses Ocean Edition (2008)
- Nanostray 2 (2008)

### WiiWare
- Fun! Fun! Minigolf (2008)
- Jett Rocket (2010)
- Art of Balance (2010)
- FAST Racing League (2011)

### Nintendo 3DS
- Nano Assault (2011, exclusivamente na América do Norte)
- Fun! Fun! Minigolf TOUCH! (2012)
- Art of Balance TOUCH! (2012)
- Jett Rocket II - The Wrath of Taikai (2013)
- Nano Assault EX (2013)

### Wii U Nintendo eShop
- Nano Assault Neo (2012)
- Art of Balance (2014)
- Family Tennis SP (publicadora, 2015)
- FAST Racing NEO (2015)

### PlayStation 4
- Nano Assault Neo X (2014)
- Art of Balance (2016)

### Nintendo Switch
- Fast RMX (2017)
- The Touryst (2019)